# Richard Devine
Pour les articles homonymes, voir Devine.
Richard Devine est un compositeur américain de musique électronique et designer sonore. Il a notamment travaillé avec Google et Jaguar.
En 2018, Devine sort Sort\Lave, son premier album en six ans. L'album est enregistré en 2016 et 2017 et utilise un système Eurorack construit sur cinq années.

## Discographie
- 1995 : Richard Devine EP (Schematic Records (en)) SCH005 12"
- 2000 : Lipswitch (Schematic Records/Warp) SCH015/WAP139 LP CD
- 2001 : Aleamapper (Schematic Records) SCH019 LP CD
- 2003 : Asect:Dsect (Schematic Records) SCH023 LP CD
- 2005 : Cautella (Sublight) SLR601 CD
- 2012 : Risp (Detroit Underground) DUCD4
- 2018 : Sort\Lave (Timesig) TIMESIG009